# Rathsweiler
Rathsweiler ist eine Ortsgemeinde im Landkreis Kusel in Rheinland-Pfalz. Sie gehört der Verbandsgemeinde Kusel-Altenglan an.

## Geographie
Der Ort liegt nahe dem Glan in der Westpfalz. Im Norden befindet sich Niederalben, im Osten Sankt Julian und südlich liegt Ulmet.

## Politik

### Bürgermeister
Siegmund Steiner wurde am 31. März 2016 Ortsbürgermeister von Rathsweiler. Bei der Direktwahl am 26. Mai 2019 wurde er für weitere fünf Jahre in seinem Amt bestätigt.
Er wurde im Juni 2024 wiedergewählt.
Steiners Vorgänger Klaus Müller hatte sich entschieden, das 27 Jahre ausgeübte Amt zum 29. Februar 2016 vorzeitig niederzulegen.

## Wirtschaft und Infrastruktur
Durch Rathsweiler führt die B 420. Im Südwesten befindet sich die A 62. In Altenglan ist ein Bahnhof der Bahnstrecke Landstuhl–Kusel.